# Tajwańskie Stowarzyszenie na rzecz Asymilacji
Tajwańskie Stowarzyszenie na rzecz Asymilacji (chiń. upr. 台湾同化会; chiń. trad. 台灣同化會; pinyin Táiwān tónghuàhuì; jap. 台湾同化会 Taiwan-dōkakai) – organizacja założona na Tajwanie w grudniu 1914 roku przez Taisuke Itagakiego i Lin Xiantanga. Jej celem było, wbrew nazwie, wywalczenie dla Tajwańczyków takich samych praw, jakie posiadali rządzący wyspą Japończycy. Choć władze kolonialne pieczołowicie dbały o rozwój lokalnego przemysłu i rolnictwa, rdzenna ludność wyspy nie była dopuszczana do udziału w życiu politycznym i w ówczesnym czasie nie miała dostępu do wyższej niż podstawowa edukacji.
Było to pierwsze nowożytne stowarzyszenie polityczne w historii Tajwanu. Skupiało około 3000 członków, w tym kilku Japończyków. Po niespełna dwóch miesiącach istnienia zostało rozwiązane rozkazem gubernatora generalnego Sakumy. Lin Xiantang i jego zwolennicy prowadzili działalność polityczną w następnych latach, występując m.in. przeciwko nadmiernym uprawnieniom gubernatora czy domagając się powołania tajwańskiego parlamentu.